# Cesare Betteloni
Cesare Betteloni (Verona, 26 dicembre 1808 – Bardolino, 27 settembre 1858) è stato un poeta italiano.

## Biografia
Figlio unico, perse precocemente entrambi i genitori. Compì i primi studi nel collegio Gallio di Como, proseguendoli presso il liceo cittadino di Verona. La sua prima adolescenza fu molto sofferta, sia nel fisico (per una forma di artrite dovuta forse alla vita spartana di quel collegio), sia nell'animo, per la morte improvvisa della fanciulla amata. Dopo la separazione dalla moglie, viaggiò ed ebbe qualche facile amore.
Nella sua produzione dedicò molte liriche alla descrizione dei paesaggi del lago di Garda; non a caso intitolò nel 1834 il suo primo poemetto in ottave Il Lago di Garda. Soggiornò per lunghi periodi anche in Valpolicella, in particolare a Castelrotto (nel comune di San Pietro in Cariano) presso la villa di famiglia.
Del 1836 è Ghirlanda di fiori sulla tomba d'una amica, romantica come l'opera della maturità: Ultimi versi di Callofilo Benacense (1855).
Malato e sofferente di depressione a causa di tristi vicende familiari, si tolse la vita a Bardolino nella notte del 27 settembre 1858.
Ebbe un figlio, Vittorio, poeta di una certa fama. A lui si deve tra l'altro la pubblicazione postuma (1874) di una raccolta di versi del padre Cesare. Fu postuma anche la pubblicazione di Favole ed epigrammi (Verona, Tedeschi, 1890), a cura di Giuseppe Biadego. Questa raccolta contiene traduzioni e imitazioni di La Fontaine.